# Waterloo cheese
Pour les articles homonymes, voir Waterloo (homonymie).
Le Waterloo est un fromage à pâte molle à croûte fleurie fabriqué dans le domaine du Duc de Wellington. Il est produit par Village Maid Cheese à Riseley, Berkshire.

## Production
Similaire au brie, le fromage est fabriqué à partir de lait cru de vache Guernsey,. L'affinage dure entre 4 et 10 semaines et le fromage contient 45 % de matières grasses

## Sources
- (en) Cet article est partiellement ou en totalité issu de l’article de Wikipédia en anglais intitulé « Waterloo cheese » (voir la liste des auteurs).